# Хурсанія – Джуайма
Хурсанія – Джуайма – складова трубопровідної інфраструктури газопереробного заводу Хурсанія, що працює на сході Саудівської Аравії.
У 2007-му почав роботу газопереробний завод Хурсанія, який працює з попутним газом супергігантських нафтових родовищ Хурсанія, Беррі, Марджан, Сафанія, а з 2013 року – також із ресурсом газового родовища Каран. Однією з головних функцій ГПЗ є виділення зріджених вуглеводневих газів фракції С2+, яка далі спрямовується для розділення на установку фракціонування Джуайма, для чого проклали трубопровід KJNGL-1 (Khursaniyah Juaimah Natural Gas Liquids-1) довжиною 107 км з діаметром 600 мм.
До лінії Хурсанія – Джуайма також під'єднана перемичка від газопереробного заводу Васіт, що став до ладу в 2015 році.
В майбутньому до KJNGL-1 під’єднають трубопровід Танаджиб – Хурсанія, який подаватиме фракцію С2+ з газопереробного заводу Танаджиб.